# Bujnowica
Bujnowica (bułg. Буйновица) – wieś w Bułgarii, w obwodzie Szumen, w gminie Wenec. W 2024 roku liczyła 346 mieszkańców.